# 캐슬린 시빌리어스

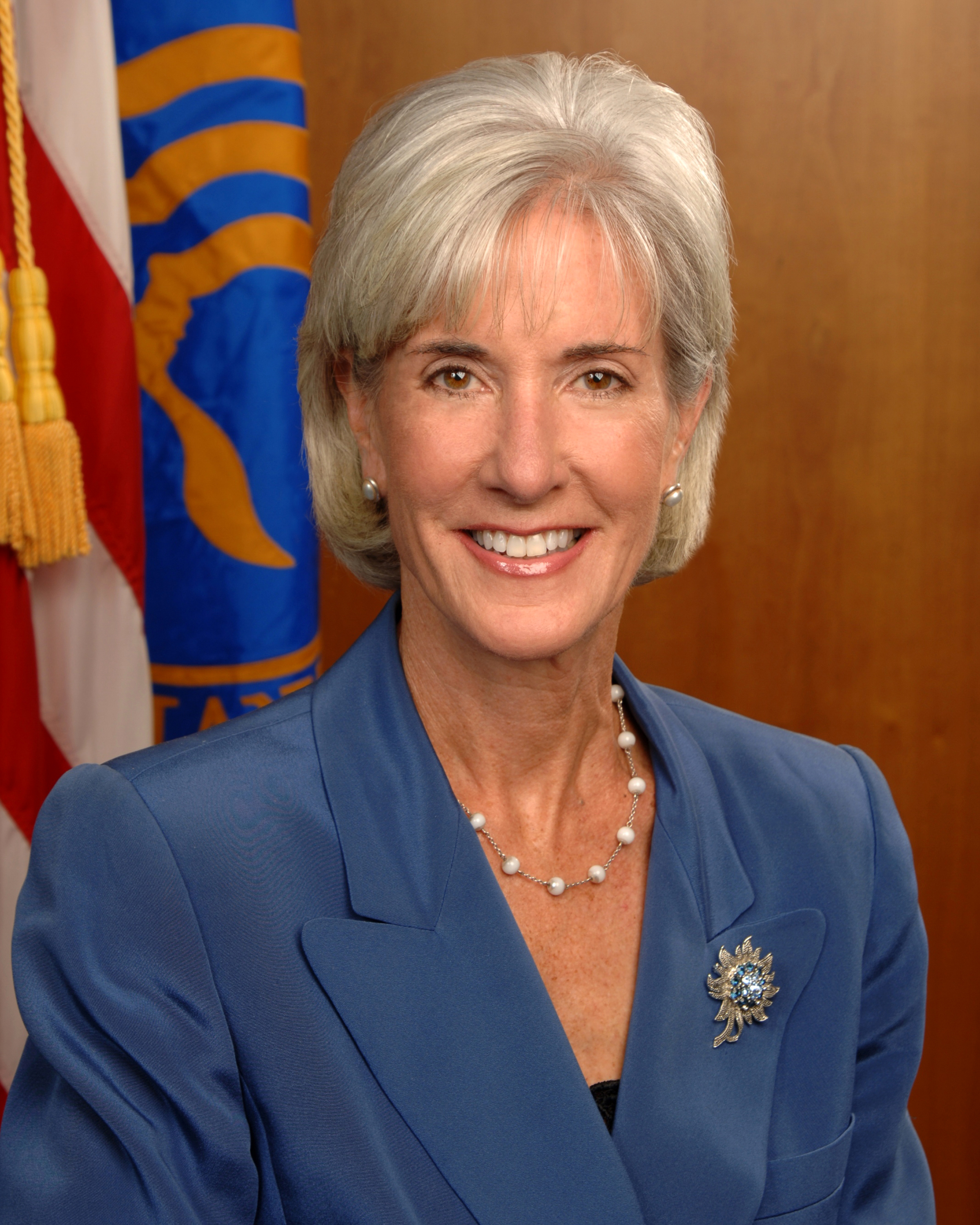
캐슬린 시빌리어스

캐슬린 시빌리어스(영어: Kathleen Sebelius, 1948년 3월 15일 ~ )는 미국의 여성 정치인이다.

## 생애
오하이오주 신시내티에서 태어났으며, 결혼 전 성은 '길리건'(Gilligan)이다. 부친 존 길리건은 연방 하원의원과 오하이오 주지사를 지낸 정치인이다. 트리니티 워싱턴 대학교에서 정치학을 전공하였으며, 1974년 캔자스주 출신의 연방 하원의원 키스 시빌리어스의 아들인 게리 시빌리어스와 결혼하고 캔자스 주로 이주하였다. 캔자스 대학교에서 행정학 석사학위를 받았고, 캔자스 주정부에서 보험 업무를 담당하였다.
2002년 민주당 소속으로 캔자스 주지사 선거에 출마, 당선되어 2003년부터 재직하였고, 2006년 선거에서 재선되었다. 이미 오하이오 주지사로 재직한 부친에 이어, 미국에서 처음으로 부녀가 대를 이어 주지사로 재직한 기록을 남겼다.
2008년 대통령 선거에서 버락 오바마를 지지하였다. 2009년 3월 2일, 버락 오바마 행정부의 보건복지부 장관으로 지명되었다. 타 부처 장관에 비해 늦게 지명되면서, 상원 인준절차도 지연되다가, 신종플루 유행에 따른 긴급한 대책이 필요하다는 지적에 따라 상원에서 뒤늦게 인준절차를 신속히 처리하여 보건복지부 장관이 되었다. 그는 장관으로서 건강보험 개혁 문제 해결을 위해 노력하였다.

## 역대 선거 결과
| 선거명      | 직책명                       | 대수 | 정당   | 득표율 | 득표수    | 결과 | 당락               |
| ----------- | ---------------------------- | ---- | ------ | ------ | --------- | ---- | ------------------ |
| 2009년 선거 | 하원의원 (캔자스 제56선거구) | 67대 | 민주당 | 58.11% | 5,276표   | 1위  | 캔자스 주의원 당선 |
| 2002년 선거 | 캔자스 주지사                | 44대 | 민주당 | 52.87% | 441,858표 | 1위  | 캔자스 주지사 당선 |
| 2006년 선거 | 캔자스 주지사                | 44대 | 민주당 | 57.90% | 491,993표 | 1위  | 캔자스 주지사 당선 |